# Џејмс Лукас Скот
Џејмс Лукас Скот (енгл. James Lucas Scott) је измишљени лик из америчке телевизијске серије „Три Хил“, кога игра млади амерички глумац Џексон Брандиџ. Џејми је петогодишњи дечак, син Нејтана и Хејли и веома интелигентан за своје године. Као и свој отац Нејтан, и Џејми сања да једног дана заигра у америчкој професионалној кошаркашкој лиги.